# Qendër Libohovë

Qendër Libohovë era un municipio del condado de Gjirokastër, Albania. Fue disuelto en 2015, pasando a formar parte del municipio de Libohovë.